# Cessão fiduciária
Cessão fiduciária é uma modalidade de garantia. Foi introduzida no ordenamento jurídico do Brasil em 2004.